# Wilbert Suvrijn
Wilbert Suvrijn (* 26. Oktober 1962 in Sittard) ist ein ehemaliger niederländischer Fußballspieler. Der Mittelfeldspieler war für Roda Kerkrade, Fortuna Sittard und den HSC Montpellier aktiv. 
Suvrijn bestritt im Trikot der Niederländischen Nationalmannschaft neun Länderspiele, ohne dabei ein Tor zu erzielen. 1988 gewann er bei der Europameisterschaft den Titel, kam selbst aber nur im Spiel gegen die Bundesrepublik Deutschland zu einem Kurzeinsatz, als er in der 88. Minute eingewechselt wurde. Gegen England spielte er ebenfalls einige Minuten. Rinus Michels mochte ihn wegen seines Charakters und Einsatzes und hat ihn deswegen auch zur EM mitgenommen. In Montpellier hat er u. a. mit Júlio César Silva und Carlos Valderrama gespielt. Sein damaliger Trainer wurde später Trainer der französischen Nationalmannschaft und mit dieser Weltmeister. Auch in Montpellier wurde das Laufwunder Suvrijn sehr beliebt. Romário (PSV Eindhoven) hatte gegen Suvrijn im Europacup nichts einzubringen. Suvrijn hat immer seriös und für den Fußball gelebt. Seine Karriere endete zu früh wegen einer Verletzung am Rücken.
Heute ist Suvrijn als Spielermanager tätig und wohnt mit Frau Anne und Kindern in Südfrankreich. Seine Tochter Jade spielt professionell Tennis.
| Personendaten    | Personendaten                   |
| ---------------- | ------------------------------- |
| NAME             | Suvrijn, Wilbert                |
| KURZBESCHREIBUNG | niederländischer Fußballspieler |
| GEBURTSDATUM     | 26. Oktober 1962                |
| GEBURTSORT       | Sittard, Niederlande            |